# Kościół św. Małgorzaty w Bytomiu
Kościół św. Małgorzaty w Bytomiu – ceglany kościół na Wzgórzu św. Małgorzaty w Bytomiu (na Zamłyniu, obecnie w dzielnicy Szombierki) z 1881 roku, wpisany do rejestru zabytków nieruchomych województwa śląskiego.
Należy do parafii św. Małgorzaty w Bytomiu, najstarszej parafii tego miasta. Murowany budynek w stylu neogotyckim został wzniesiony pośrodku nieistniejącego grodu Bytom z XI wieku (stanowisko archeologiczne, grodzisko wczesnośredniowieczne „Na Małgorzatce”, nr rejestru zabytków C/1330/85). Przed obecnym kościołem na Wzgórzu św. Małgorzaty stał kamienny, romański kościół grodowy, a następnie kolejno dwie drewniane świątynie. Kościół otacza cmentarz parafialny oraz Dom Misyjny św. Małgorzaty księży werbistów, którzy prowadzą parafię św. Małgorzaty.

## Historia

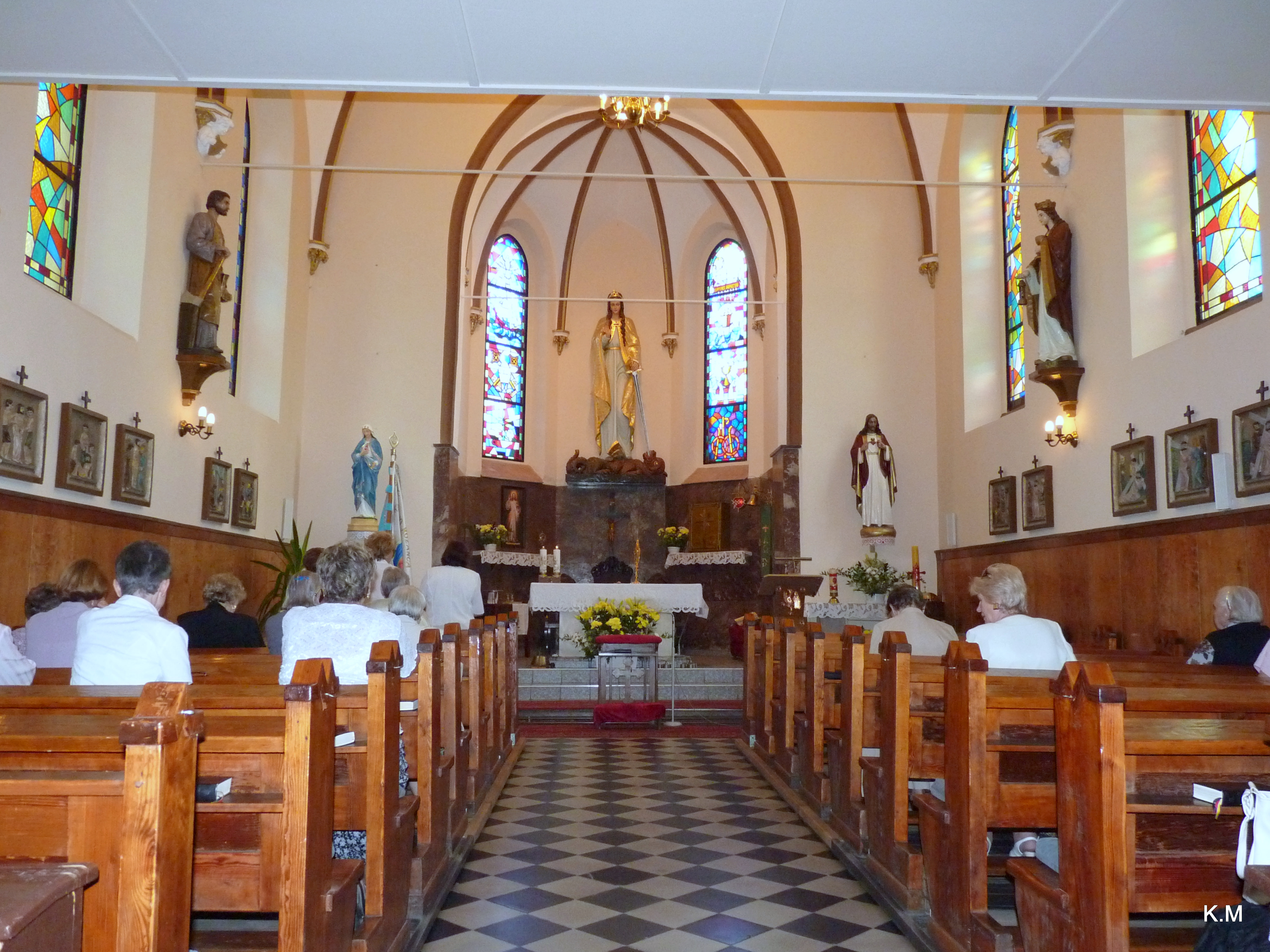
Wnętrze świątyni (2011)

Pierwszy kościół na Wzgórzu św. Małgorzaty, a zarazem najstarsza bytomska świątynia chrześcijańska została wybudowana na planie prostokąta w stylu romańskim. Miało to miejsce około roku 1170, kiedy Bolesław Kędzierzawy ufundował tu murowany kościół, którego kształt uwieczniony został na tympanonie Jaksy pochodzącym z nieistniejącego kościoła św. Michała we wrocławskim Ołbinie. Budynek został zniszczony w 1430 roku, po zdobyciu miasta i okolic przez husytów.
Wiadomo, że w 1598 roku na wzgórzu św. Małgorzaty stał już tylko drewniany kościół. 8 czerwca 1660 roku parafię przyłączono do parafii Wniebowzięcia Najświętszej Marii Panny. Zaowocowało to odbudową drewnianego kościoła w 1681 roku. Funkcjonował on od tej pory jako kościółek cmentarny aż do drugiej połowy XIX wieku, kiedy za sprawą księdza Norberta Bonczyka grożącą zawaleniem drewnianą budowlę rozebrano. W 1881 roku wybudowany został obecny, murowany kościół według projektu Jana Kowolika. Konsekracji dokonano 7 czerwca 1881 roku

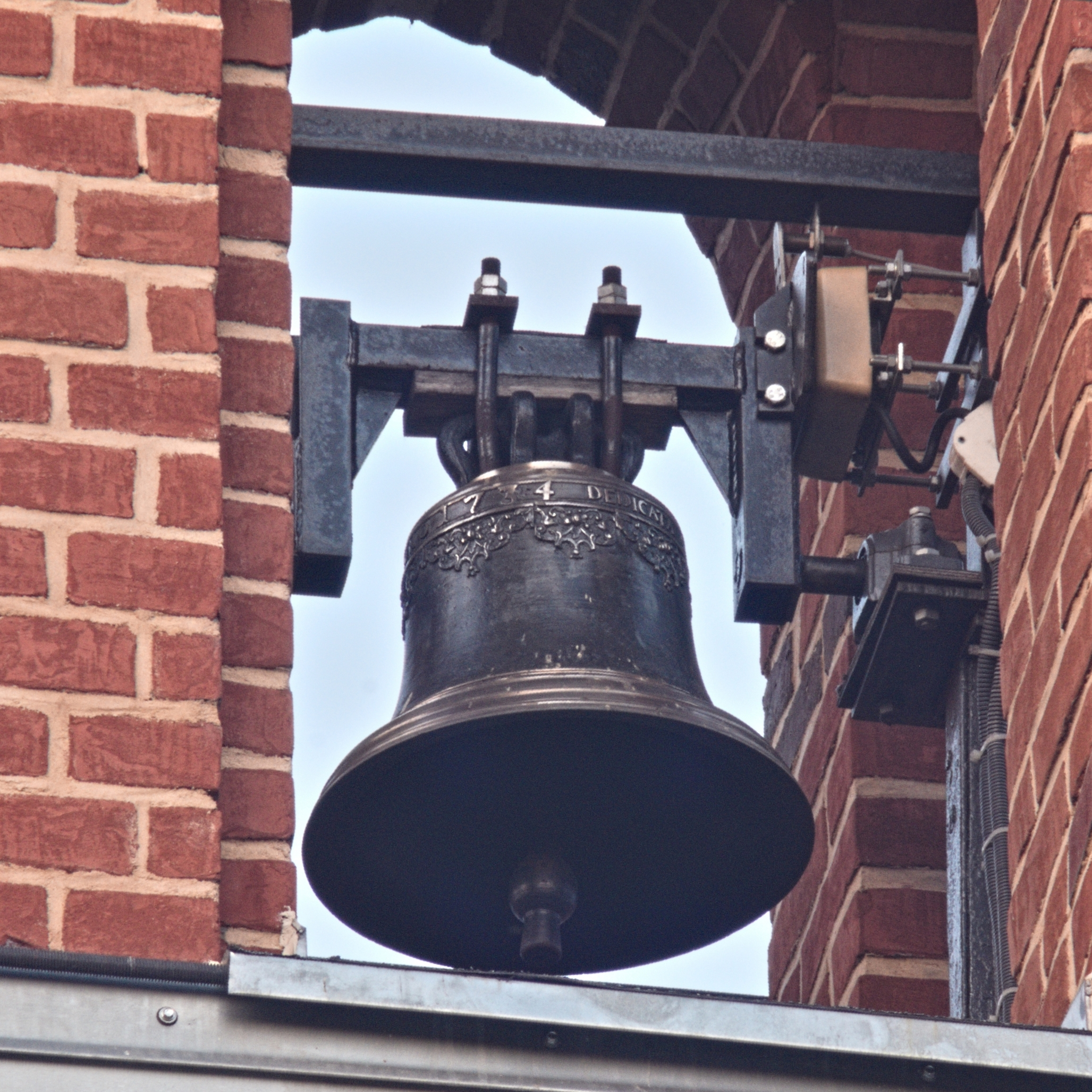
Dzwon na wieży

W 2018 roku w wyniku prac archeologicznych znaleziono szczątki zmarłego pochowanego w przedsionku świątyni.